# LSM10
LSM10 (англ. LSM10, U7 small nuclear RNA associated) – білок, який кодується однойменним геном, розташованим у людей на короткому плечі 1-ї хромосоми.  Довжина поліпептидного ланцюга білка становить 123 амінокислот, а молекулярна маса — 14 080.
| 10         |  | 20         |  | 30         |  | 40         |  | 50         |
| ---------- |  | ---------- |  | ---------- |  | ---------- |  | ---------- |
| MAVSHSVKER |  | TISENSLIIL |  | LQGLQGRVTT |  | VDLRDESVAH |  | GRIDNVDAFM |
| NIRLAKVTYT |  | DRWGHQVKLD |  | DLFVTGRNVR |  | YVHIPDDVNI |  | TSTIEQQLQI |
| IHRVRNFGGK |  | GQGRWEFPPK |  | NCK        |  |            |  |            |

A: Аланін

C: Цистеїн

D: Аспарагінова кислота

E: Глутамінова кислота

F: Фенілаланін

G: Гліцин

H: Гістидин

I: Ізолейцин

K: Лізин

L: Лейцин

M: Метіонін

N: Аспарагін

P: Пролін

Q: Глутамін

R: Аргінін

S: Серин

T: Треонін

V: Валін

W: Триптофан

Кодований геном білок за функцією належить до рибонуклеопротеїнів. 
Задіяний у таких біологічних процесах як процесінг мРНК, сплайсінг мРНК. 
Білок має сайт для зв'язування з РНК. 
Локалізований у ядрі.